# Rita Stiens
Rita Stiens est une auteur et journaliste allemande.
Elle a notamment publié : 
- La Vérité sur les cosmétiques (2005) Leduc.s Editions
- La Vérité sur les cosmétiques naturels (2006) Leduc.s Editions
- Les Meilleures Recettes de beauté naturelle (2007) Leduc.s Editions
- La Vérité sur les cosmétiques nouvelle édition (2008) Leduc.s Editions

Cet ensemble d'œuvres a donné naissance à une association informant les consommateurs de cosmétiques. Via le site la vérité sur les cosmétiques Rita Stiens et ses collaborateurs décryptent les travers des stratégies marketing des marques de cosmétiques, mais aussi les réglementations, notions spécifiques…